# Lauxania zinovjevi
Lauxania zinovjevi är en tvåvingeart som beskrevs av Elberg 1993. Lauxania zinovjevi ingår i släktet Lauxania och familjen lövflugor. Inga underarter finns listade i Catalogue of Life.